# Potentilla thyrsiflora
Potentilla thyrsiflora är en rosväxtart som beskrevs av Albert Zimmeter. Potentilla thyrsiflora ingår i Fingerörtssläktet som ingår i familjen rosväxter.

## Underarter
Arten delas in i följande underarter:
- P. t. thyrsiflora
- P. t. leucopolitanoides
- P. t. borosii
- P. t. parvifolia
- P. t. incinata